# Little Earthquakes
Little Earthquakes é o primeiro álbum solo da cantora e compositora americana Tori Amos.
Em 1998, a revista Q do Reino Unido fez uma votação nomeando Little Earthquakes na lista "maior álbum de todos os tempos", ficando em #66 e em 2002 a mesma revista nomeou-o o quarto melhor álbum de todos os tempos por uma artista feminina. Também aparece na lista dos 500 melhores álbuns de todos os tempos, da revista Rolling Stone, na 233ª posição.

## Gravação
Após a dissolução da sua banda de synthpop Y Kant Tori Read, Amos voltou a Atlantic Records em 1990, com uma fita demo de 10 faixas. A lista de faixas consistia em "Russia" (que viria a tornar-se "Take to the Sky") / "Mary" / "Crucify" / "Happy Phantom" / "Leather" / "Winter" / "Sweet Dreams" / "Song for Eric" / "Learn to Fly" / "Flying Dutchman".
O álbum foi gravado em seguida, em três fases. O primeiro lote de faixas ("Crucify", "Silent All These Years", "Winter", "Happy Phantom", "Leather", "Mother", "Sweet Dreams", "Russia/Take To The Sky", "Upside Down" e "Flying Dutchman") foram registrados pela Capitol Records, em Los Angeles, com Davitt Sigerson produzindo. Depois de ouvir o primeiro grupo de músicas, a gravadora estava infeliz. Tori e seu então namorado Eric Rosse gravou o segundo grupo de canções ("Girl", "Precious Things", "Tear In Your Hand" e "Little Earthquakes", além de "Take Me with You", o que não seria concluída até 2006 e, finalmente, lançado em A Piano: The Collection). Esta fase foi gravado com um orçamento limitado no estúdio da casa de Eric, com sua velha máquina 3M analógico de 24 pistas e um piano da Yamaha CP-80.
Estas duas fases resultou na versão original de 13 faixas do álbum, apresentado em janeiro de 1991, como revelado no encarte de A Piano: The Collection. O lista é muito semelhante à versão lançada: "Crucify" / "Girl" / "Silent All These Years" / "Precious Things" / "Winter" / "Sweet Dreams" / "Little Earthquakes" / "Leather" / "Russia" / "Mother" / "Tear In Your Hand" / "Upside Down" / "Flying Dutchman". De todas as 14 faixas gravadas, apenas "Happy Phantom" foi omitido, neste ponto, mas, mais tarde, aparece na lista.
Para as três fases, Amos viajou à Inglaterra para trabalhar com Ian Stanley. Aqui ela gravou o que seria dois de seus primeiros singles. "Me and a Gun" foi a última canção escrita para o álbum, enquanto "China", originalmente intitulado "Distance", foi escrito em 1987, juntamente com algumas das canções que apareceram em Y Kant Tori Read. Durante essas sessões, ela também gravou vários B-sides.
A segunda versão final do álbum foi aceito pela gravadora. No entanto, este ainda foi revisado antes da versão final; uma cassete promo de 13 faixas mostra que "Little Earthquakes" era para aparecer depois de "Happy Phantom" do lado um, com o lado dois sendo finalizado com "Flying Dutchman". A última faixa foi presumivelmente retirada devido às restrições físicas do formato de vinil. As quatro músicas gravadas com Davitt Sigerson foram incluídas como B-sides nos singles lançados: "Upside Down" em "Silent All These Years" no Reino Unido e em "Winter" nos EUA, "Flying Dutchman" em "China", e "Sweet Dreams" e "Take to the Sky" em "Winter".

## Faixas
Todas as canções foram escritas por Tori Amos.
| N.º | Título                   | Duração |  |
| 1.  | "Crucify"                | 4:58    |  |
| 2.  | "Girl"                   | 4:06    |  |
| 3.  | "Silent All These Years" | 4:10    |  |
| 4.  | "Precious Things"        | 4:26    |  |
| 5.  | "Winter"                 | 5:40    |  |
| 6.  | "Happy Phantom"          | 3:12    |  |
| 7.  | "China"                  | 4:58    |  |
| 8.  | "Leather"                | 3:12    |  |
| 9.  | "Mother"                 | 6:59    |  |
| 10. | "Tear in Your Hand"      | 4:38    |  |
| 11. | "Me and a Gun"           | 3:44    |  |
| 12. | "Little Earthquakes"     | 6:51    |  |

## Desempenho nas tabelas musicais

### Posições
| Tabela musical (1992)            | Melhor posição |
| -------------------------------- | -------------- |
| Austrália - ARIA Albums Chart    | 14             |
| Canadá - Canadian Albums         | 49             |
| Estados Unidos - Billboard 200   | 54             |
| Estados Unidos - Top Heatseekers | 1              |
| Reino Unido - UK Albums Chart    | 14             |